# Torahiko Tanaka
Pour les articles homonymes, voir Tanaka.
Torahiko Tanaka est un joueur de shōgi professionnel japonais né le 29 avril 1957 à Toyonaka.
Torahiko Tanaka a remporté la finale du Kisei au premier semestre 1988, le Shinjin-Ō en 1981, coupe NHK (en 1984) et le Ginga-sen en 1994.

## Biographie et carrière
Torahiko Tanaka est né en avril 1957 à Toyonaka dans la préfecture d'Osaka.
Il est devenu professionnel en juin 1976 et  a été classé 9e dan à partir de décembre 1994. Il disputa la finale du troisième tournoi des jeunes lions (Wakajishisen (ja)) en avril 1980 contre Bungo Fukusaki.
En 1981, il remporta le tournoi du meilleur jeune professionnel, le Shinjin-Ō.
En 1984, il remporta la Coupe NHK face à Hifumi Katō et disputa la finale du tournoi Zen Nihon (ancêtre de la Coupe Asahi) face à Koji Tanigawa.
En 1986, il gagna le championnat télévisé Hayazashi Shogi Senshuken. 
En 1988, il disputa deux finales du Kisei (un des titres majeurs du shogi) avec une victoire contre Yoshikazu Minami lors du premier semestre et une défaite contre Makoto Nakahara au deuxième semestre 1988.
En 1994, il remporta le tournoi Ginga-sen dont il perdit le titre en 1996.